# Fressines
Fressines é uma comuna francesa na região administrativa da Nova Aquitânia, no departamento de Deux-Sèvres. Estende-se por uma área de 9,61 km². Em 2010 a comuna tinha 1 717 habitantes (densidade: 178,7 hab./km²).